# Parts per million
Eine Angabe Parts per million steht für einen Faktor 10−6 oder für ein Millionstel. Die Abkürzung ppm wird wie eine Hilfsmaßeinheit verwendet,− vergleichbar mit dem Prozent (%) für den Faktor 10−2 und dem Promille (‰) für den Faktor 10−3.
Wegen verschiedener Möglichkeiten der Ausdeutung, was mit den Ausdrücken ppm, ppb und ppt gemeint sein soll, wird allerdings vom Gebrauch dieser Ausdrücke abgeraten.
Ein ppm ist ein Promille von einem Promille.

## Grundlagen

### Umgang mit parts per million/billion/trillion
Bereits die internationale Norm ISO 31-0 Quantities and units – Part 0: General principles aus dem Jahre 1992 hat empfohlen, den Ausdruck ppm zu vermeiden. Dies soll vor allem der Gefahr von Missverständnissen bei den analog gebildeten Begriffen ppb (parts per billion) und ppt (parts per trillion oder parts per thousand) vorbeugen, denn billion bedeutet im angelsächsischen Sprachgebrauch 109 (im Deutschen und in vielen anderen Sprachen ist 109 = 1 Milliarde), und trillion bedeutet 1012 (sonst oft 1012 = 1 Billion) – siehe auch Lange und kurze Skala. Deshalb ist eine Angabe in einer dieser Einheiten immer mit Vorsicht zu interpretieren. In der Nachfolgenorm ISO 80000-1 steht:
„Abkürzungen wie ppm, pphm, ppb und ppt sind sprachabhängig und mehrdeutig und dürfen nicht benutzt werden. Stattdessen wird die Benutzung von Potenzen von 10 empfohlen.“
Vom internationalen Büro für Maß und Gewicht wird in der aktuellen „SI-Broschüre“ lediglich empfohlen, parts per billion und parts per trillion zu vermeiden.
Der Ausdruck ppm ist weiterhin zu finden, zumal bei ihm diese Art von Mehrdeutigkeit nicht auftritt (million bedeutet Million), sondern erst bei ppb und ppt.
Davon unabhängig ist die Einheit ppm missverständlich, wenn nicht gekennzeichnet wird, ob sie für Massen-, Volumen- oder Stoffmengenanteile verwendet wird (mg/kg, μl/l, μmol/mol) oder gar für Konzentrationen (mg/l).

### Umrechnung
- 10−20 = 1 Hundertstel = 1 % = 10 ‰ = 10 000 ppm
- 10−30 = 1 Tausendstel = 1 ‰ = 1 000 ppm
- 10−40 = 1 Zehntausendstel = 1 Basispunkt (im Finanzwesen) = 0,01 % = 100 ppm
- 10−50 = 1 Hunderttausendstel = 10 ppm
- 10−60 = 1 Millionstel = 1 ppm (part per million) = 0,0001 %
- 10−90 = 1 Milliardstel = 1 ppb (part per billion) = 0,001 ppm
- 10−12 = 1 Billionstel = 1 ppt (part per trillion) = 0,001 ppb
- 10−15 = 1 Billiardstel = 1 ppq (part per quadrillion) = 0,001 ppt

### Mischungsverhältnisse
Volumenmischungsverhältnisse werden durch ein nachgestelltes „v“ (für volume oder Volumen) (zum Beispiel ppmv, ppbv, pptv) gekennzeichnet. Gewichts- oder Massenmischungsverhältnisse werden durch ein nachgestelltes „w“ (für weight) (Beispiele ppmw, ppbw, pptw) gekennzeichnet.
Die oben genannten Verwechslungsgefahren sind hier ebenso gegeben, und bei Mischungsverhältnissen kommen weitere hinzu.
Für alle Anhängsel wie dieses gilt:
„Jeder Zusatz zu einem Einheitenzeichen mit der Absicht, Information über die spezielle Eigenschaft der Größe oder den Kontext der betreffenden Messung zu geben, ist nicht erlaubt.“

## Verwendung
Im Prinzip lassen sich alle Größen, die sich in Prozent angeben lassen, auch in parts per million angeben, wenn die Zahlenwerte dazu in einer angemessenen Größenordnung liegen, so dass handliche Zahlen entstehen.

### Gehaltsgrößen
Gehaltsgrößen geben den Gehalt eines Stoffes in einem Stoffgemisch an. Dabei ist darauf zu achten, worauf etwas bezogen wird. Je nach Bezugsgröße wird zwischen Anteilen, Konzentrationen und Verhältnissen unterschieden, siehe auch im Artikel Massenkonzentration.
Ein ppm entspricht z. B.
- als Massenanteil einem Milligramm pro Kilogramm
- als Volumenanteil einem Milliliter pro Kubikmeter
- als Stoffmengenanteil einem Mikromol pro Mol. Die Einheit der Stoffmenge, das Mol, ist über eine Anzahl von Teilchen definiert; daher ist der Stoffmengenanteil auch das Verhältnis einer Anzahl von Teilchen zu einer anderen Anzahl von Teilchen.

Alle diese Größen können bei passenden kleinen Werten in ppm angegeben werden, aber die Größen werden dadurch nicht spezifiziert. Das bedeutet, dass eindeutige Benennungen und eindeutig definierte Formelzeichen auch hier unerlässlich sind. Anhängsel an das ppm wären völlig unzureichend.

#### Feste und flüssige Stoffe
Häufige Verwendung findet ppm, um die Verunreinigungen in einem Stoff oder Stoffgemisch quantitativ anzugeben. Sowohl Volumen- als auch Massen- als auch Stoffmengenverhältnisse sind in Gebrauch. Angaben in der Einheit μg/g (Mikrogramm pro Gramm) sind dann aussagekräftiger als ppm.

#### Gase
Bei Gasen werden gewöhnlich Volumenanteile bzw. Stoffmengenanteile angegeben. Beispielsweise bedeutet 8 ppm Kohlenmonoxid in Luft so viel wie 8 Mikroliter CO pro Liter Luft. Nach den Gesetzen für ideale Gase finden sich in einem Gasvolumen unabhängig von der Größe der Teilchen (relative Molekülmasse) immer dieselbe Teilchenanzahl. Deshalb steht bei Gasgemischen die ppm-Angabe für ein Volumenverhältnis zugleich für das Verhältnis von Teilchenanzahlen.
Bei Angabe einer Massenkonzentration in einem Gas kann eine Umrechnung auf Teilchenzahlen oder Stoffmengen sinnvoll sein. Die Maßeinheit der Stoffmenge ist das Mol (Einheitenzeichen mol).
Beispiel: 0,1 μg Blei in 1 m3 Luft
- Die molare Masse von Blei mit der relativen Atommasse 207 beträgt 207 g/mol. 0,1 μg Blei hat die Stoffmenge {\displaystyle {\tfrac {0{,}1}{207}}\cdot 10^{-6}{\text{ mol}}}.
- Das molare Volumen eines idealen Gases beträgt unter physikalischen Normalbedingungen 22,4 {\displaystyle \ell }/mol. 1 m3 = 1000 {\displaystyle \ell } Luft hat unter diesen Bedingungen die Stoffmenge {\displaystyle {\tfrac {1000}{22{,}4}}{\text{ mol}}}.
- 0,1 μg Blei in 1 m3 Luft ist so viel wie das Stoffmengenverhältnis {\displaystyle ({\tfrac {0{,}1}{207}}\cdot 10^{-6}{\text{ mol}}):({\tfrac {1000}{22{,}4}}{\text{ mol}})={\tfrac {22{,}4}{207}}\cdot 10^{-10}\approx 10^{-11}} und wie das Teilchenverhältnis von rund 1 Atom Blei pro 1011 Moleküle Luft.

### Abzählbare Ereignisse
Teilweise können Anteile („parts“) auf eine Anzahl zurückgeführt werden. Neben der bereits behandelten Stoffmenge als Anzahl von Teilchen ist die Frequenz als Anzahl von Schwingungen in einer Zeitspanne bezogen auf die Zeitspanne angebbar oder die Häufigkeit als Anzahl von Ereignissen.

#### Fehlerrate
Bei Managementsystemen zur Verbesserung von Produktionsprozessen wird mit PPM unmittelbar eine Fehlerrate bezeichnet als die nach der Produktion aufgetretene und rechnerisch ermittelte Anzahl von Fehlern.
Für die Kenngröße Fehler pro Million Möglichkeiten liegen in der Automobilindustrie die Werte bei 10–20 ppm, das bedeutet eine Wahrscheinlichkeit von 10–20 Fehlern pro einer Million Teile.

### Gerätegenauigkeit
Eine weitere Verwendung findet das ppm, um die Genauigkeit einer Messung (korrekt gesagt die Messunsicherheit) anzugeben. Wenn in der Geodäsie die Genauigkeit von Geräten zur Entfernungsmessung in ppm angegeben wird, dann ist die Angabe als Millimeter pro Kilometer zu verstehen.

### Bauelementdrift
Eigenschaften von elektrischen Bauelementen unterliegen oft einer Drift, die als Veränderung eines Bauteilparameters infolge Veränderung einer Einflussgröße in ppm oder ppm pro Einflussänderung angegeben werden kann. So gibt die Temperaturdrift die relative Veränderung eines Merkmals in Bezug auf die Temperaturspanne an, in der die Veränderung auftritt. Beispielsweise werden im Datenblatt einer Referenzspannungsquelle Angaben zum Einfluss auf die stabilisierte elektrische Spannung gemacht:
- zum Temperatureinfluss ein Wert in ppm/°C (mit Bezug auf eine Temperaturspanne),
- zum Einfluss der Belastung ein Wert in ppm/mA (mit Bezug auf die abgegebene elektrische Stromstärke),
- zur Kurzzeitschwankung (noise) in ppm (ohne Bezug auf eine Zeitspanne).